# Modelo dinâmico de vegetação global

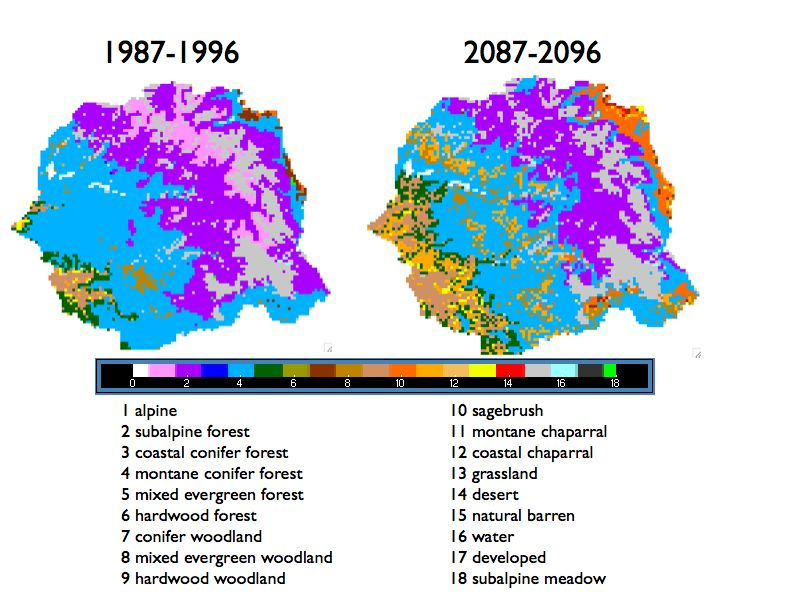
Exemplo de saída de um DGVM

Um Modelo Dinâmico de Vegetação Global (DGVM, do inglês Dynamic Global Vegetation Model) é um programa de computador que simula mudanças na vegetação potencial e nos ciclos biogeoquímicos e hidrológicos associados, em resposta às variações climáticas. Esses modelos utilizam séries temporais de dados climáticos e, considerando restrições como latitude, topografia e características do solo, simulam as dinâmicas mensais ou diárias dos processos ecossistêmicos. Os DGVMs são amplamente empregados para prever os efeitos das futuras mudanças climáticas sobre a vegetação natural, bem como seus ciclos de carbono e água.

## Desenvolvimento do modelo
Os DGVMs geralmente integram submodelos de biogeoquímica, biogeografia e perturbação. A perturbação é frequentemente representada por incêndios florestais, mas, em teoria, pode abranger outros fatores, como decisões de manejo florestal ou terrestre, queda de árvores por vento [en], danos causados por insetos, danos por ozônio, entre outros. Esses modelos costumam "preparar" suas simulações começando do solo nu até atingir uma vegetação em equilíbrio (como uma comunidade clímax), estabelecendo valores iniciais realistas para diversos "compartimentos", como carbono e nitrogênio em vegetação viva e morta, matéria orgânica do solo [en], entre outros, correspondentes a uma cobertura vegetal histórica documentada.

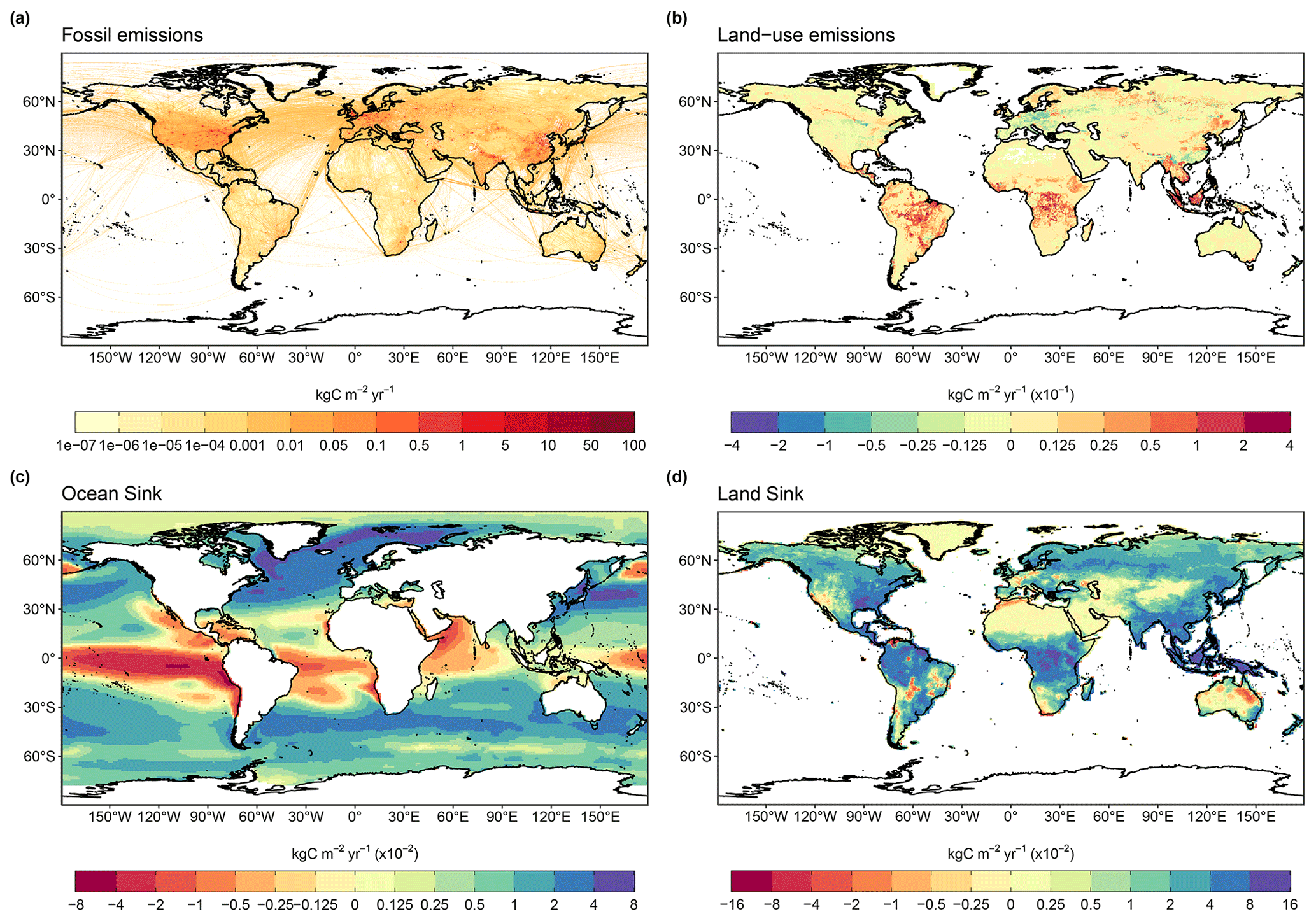
Orçamento global de carbono de 2011–2020

Os DGVMs são geralmente executados em um modo espacialmente distribuído, com simulações realizadas para milhares de "células" — pontos geográficos considerados homogêneos em suas condições internas. Essas simulações abrangem diversas escalas espaciais, desde o nível global até o de paisagem. As células são organizadas como pontos de grade, com a distância entre pontos adjacentes variando de alguns graus de latitude ou longitude (resolução mais grosseira) até 30 segundos de arco (resolução mais fina). Simulações dos Estados Unidos contíguos no primeiro exercício de comparação de DGVMs (LPJ e MC1), conhecido como projeto VEMAP, realizadas na década de 1990, utilizaram uma grade de meio grau. Já as simulações globais conduzidas pelo grupo PIK e colaboradores, utilizando seis DGVMs distintos (HYBRID, IBIS, LPJ, SDGVM, TRIFFID e VECODE), adotaram a mesma resolução do modelo de circulação geral (GCM) que forneceu os dados climáticos: 3,75 graus de longitude por 2,5 graus de latitude, totalizando 1.631 células de grade terrestres. Em alguns casos, as distâncias entre os pontos da grade são expressas em quilômetros, especialmente em resoluções mais finas, como no projeto VEMAP, frequentemente descrito como tendo uma resolução de 50 km.
Diversos DGVMs surgiram em meados da década de 1990. O primeiro aparentemente foi o IBIS (Foley et al., 1996), seguido pelo VECODE (Brovkin et al., 1997), e por outros modelos descritos a seguir:

## Grupos
Diversos DGVMs foram desenvolvidos por grupos de pesquisa ao redor do mundo:
- **LPJ**[4][5] – Alemanha, Suécia
- **IBIS – Simulador Integrado da Biosfera**[6][7][8] – Estados Unidos
- **MC1**[9][10][11] – Estados Unidos
- **HYBRID**[12] – Reino Unido
- **SDGVM**[13] – Reino Unido
- **SEIB-DGVM**[14] – Japão
- **TRIFFID**[15] – Reino Unido
- **VECODE**[16] – Alemanha
- **CLM-DVGM**[17] – Estados Unidos
- **Ecosystem Demography (ED,**[18] **ED2**[19]**)**
- **VEGAS**[20][21] – Estados Unidos

A próxima geração de modelos, conhecida como modelos do sistema terrestre (por exemplo, CCSM, ORCHIDEE, JULES, CTEM), agora incorpora os importantes feedbacks da biosfera para a atmosfera, permitindo que mudanças na vegetação e nos ciclos de carbono e hidrológico influenciem o clima.
Os DGVMs simulam comumente uma variedade de processos fisiológicos de plantas e solo. Esses processos, simulados por diferentes DGVMs, estão resumidos na tabela abaixo.  
Abreviações utilizadas: NPP, produção primária líquida; PFT, tipo funcional de planta; SAW, água disponível no solo [en]; LAI, índice de área foliar [en]; I, radiação solar; T, temperatura do ar; Wr, suprimento de água na zona radicular; PET, evapotranspiração potencial; vegc, carbono total da vegetação viva.
| Processo/Atributo      | Formulação/Valor                                                                                             | DGVMs                                               |
| ---------------------- | --- | --------------------------------------------------- |
| Menor passo de tempo   | 1 hora | IBIS, ED2                                           |
|                        | 2 horas | TRIFFID                                             |
|                        | 12 horas | HYBRID                                              |
|                        | 1 dia | LPJ, SDGVM, SEIB-DGVM, submodelo de incêndio do MC1 |
|                        | 1 mês | MC1, exceto submodelo de incêndio                   |
|                        | 1 ano | VECODE                                              |
| Fotossíntese           | Farquhar et al. (1980)                                                                                       | HYBRID                                              |
|                        | Farquhar et al. (1980) Collatz et al. (1992)                                                                 | IBIS, LPJ, SDGVM                                    |
|                        | Collatz et al. (1991) Collatz et al. (1992)                                                                  | TRIFFID                                             |
| Condutância estomática | Jarvis (1976) Stewart (1988)                                                                                 | HYBRID                                              |
|                        | Leuning (1995)                                                                                               | IBIS, SDGVM, SEIB-DGVM                              |
|                        | Haxeltine & Prentice (1996)                                                                                  | LPJ                                                 |
|                        | Cox et al. (1998)                                                                                            | TRIFFID                                             |
| Produção               | NPP florestal = f(PFT, vegc, T, SAW, P, ...) NPP gramínea = f(PFT, vegc, T, SAW, P, competição por luz, ...) | MC1                                                 |
|                        | GPP = f(I, LAI, T, Wr, PET, CO2)                                                                             | LPJ                                                 |
| Competição             | Por luz, água e N                                                                                            | MC1, HYBRID                                         |
|                        | Por luz e água                                                                                               | LPJ, IBIS, SDGVM, SEIB-DGVM                         |
|                        | Lotka-Volterra na cobertura fracionada                                                                       | TRIFFID                                             |
|                        | Dependente do clima                                                                                          | VECODE                                              |
| Estabelecimento        | Todos os PFTs se estabelecem uniformemente como indivíduos pequenos                                          | HYBRID                                              |
|                        | PFTs climaticamente favorecidos se estabelecem uniformemente, como indivíduos pequenos                       | SEIB-DGVM                                           |
|                        | PFTs climaticamente favorecidos se estabelecem uniformemente, como pequeno incremento de LAI                 | IBIS                                                |
|                        | PFTs climaticamente favorecidos se estabelecem em proporção à área disponível, como indivíduos pequenos      | LPJ, SDGVM                                          |
|                        | Fração mínima de "semente" para todos os PFTs                                                                | TRIFFID                                             |
| Mortalidade            | Dependente dos reservatórios de carbono                                                                      | HYBRID                                              |
|                        | Base determinística, queda de árvores por vento, fogo, temperaturas extremas                                 | IBIS                                                |
|                        | Base determinística, autodesbaste, balanço de carbono, fogo, temperaturas extremas                           | LPJ, SEIB-DGVM, ED2                                 |
|                        | Balanço de carbono, queda de árvores por vento, fogo, temperaturas extremas                                  | SDGVM                                               |
|                        | Taxa de perturbação prescrita para cada PFT                                                                  | TRIFFID                                             |
|                        | Dependente do clima, baseado no balanço de carbono                                                           | VECODE                                              |
|                        | Autodesbaste, fogo, temperaturas extremas, seca                                                              | MC1                                                 |